# Saint-Albain
Saint-Albain is een gemeente in het Franse departement Saône-et-Loire (regio Bourgogne-Franche-Comté) en telt 496 inwoners (2004). De plaats maakt deel uit van het arrondissement Mâcon.

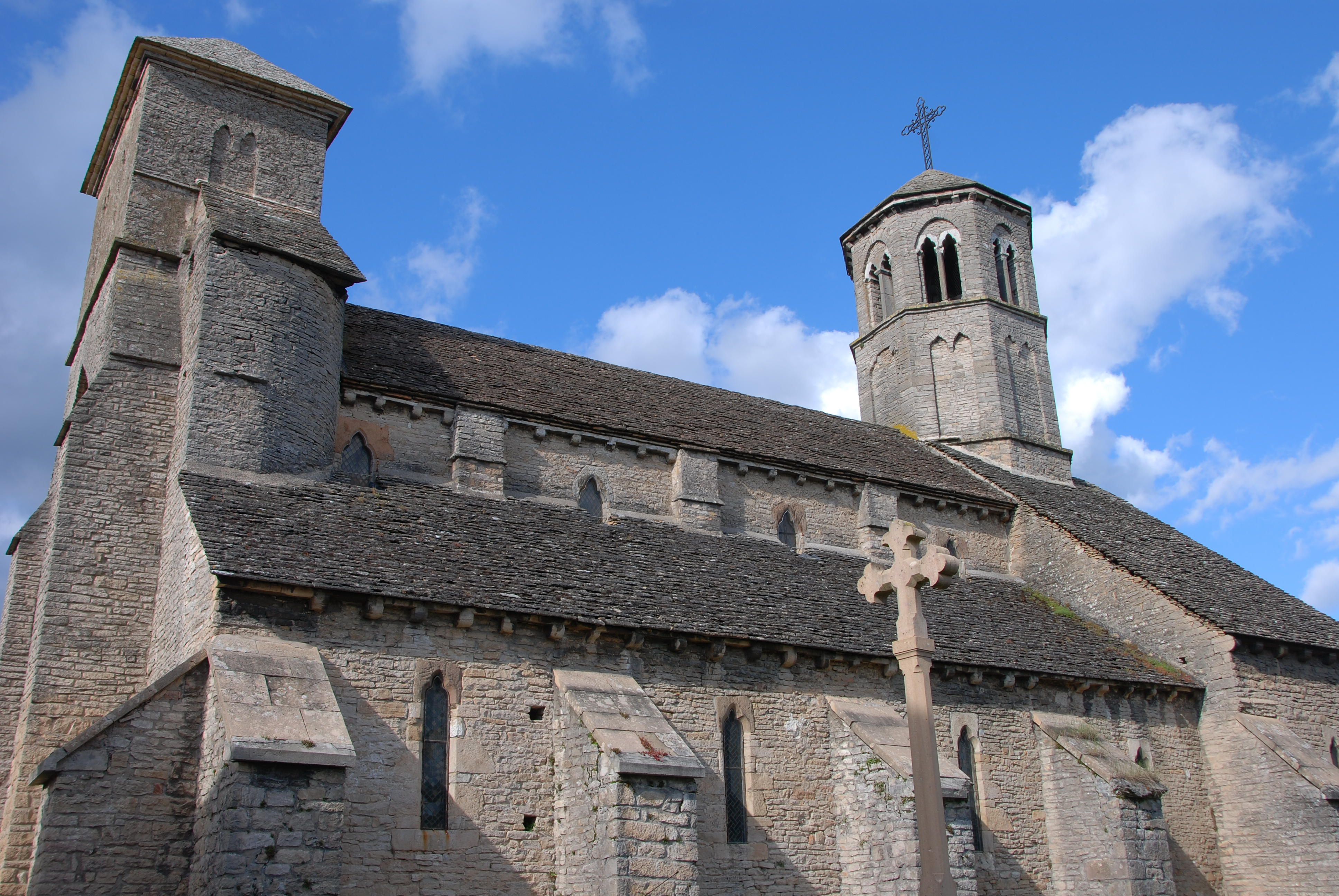
Kerk van Saint-Albain

## Geografie
De oppervlakte van Saint-Albain bedraagt 5,6 km², de bevolkingsdichtheid is 88,6 inwoners per km².
De onderstaande kaart toont de ligging van Saint-Albain met de belangrijkste infrastructuur en aangrenzende gemeenten.

## Demografie
Onderstaande figuur toont het verloop van het inwonertal (bron: INSEE-tellingen).